# Erik Uddström
Erik Uddström (? 1945) je finský fotograf a filmový režisér.

## Životopis
Uddström vystudoval Vysokou školu umění a designu v Aalto, nejprve jako filmový režisér, poté v letech 1972–1975 pokračoval prací na fotografickém cyklu a promoval také jako fotograf. Na přelomu 60. a 70. let se Uddström účastnil mnoha představení skupiny The Sperm a založil skupinu umělců Elonkorjaajat. Účinkoval také v muzikálu Oh Kalkata a zahrál si ve filmu Sakari Rimminena Hrad mraků. Jako fotografický umělec je Erik Uddström známý od počátku 21. století svými mnoha výstavami zaměřenými na moře a souostroví. Jako fotograf vytvořil více než tisíc fotografických desek. Erik Uddström je ženatý s herečkou Terhi Panula. Byli spolu od 60. let.

## Výstavy
- Vesimiehen syntymä (1976)
- Something Is Happening (1976)
- Afroditen vanavedessä (2010)
- Meren magiaa (Espoo 2012)
- Muusa ja meri (Kirkkonummi 2013)
- Oodi merelle (Loviisa 2013)
- Levykansia (Raision kirjasto 2013)